# Ониси, Такидзиро
Такидзиро Ониси (яп. 大西 瀧治郎 О:ниси Такидзиро:, 2 июня 1891, дер. Асида (ныне г. Тамба преф. Хёго) — 16 августа 1945) — японский военно-морской деятель, вице-адмирал (с 1 мая 1943 года), «отец камикадзе».

## Биография
Из семьи самурая. Окончил Военно-морское училище в Этадзиме. Службу начал 17 июля 1912 года в морской авиации. Лётчик, освоил множество летательных аппаратов: самолётов, дирижаблей. Прошёл десантную подготовку. Большую часть службы провёл в авиации, базировавшейся на базе в Йокосуке. Участвовал в боях в Циндао во время Первой мировой войны, а также в потоплении германского минного заградителя. Обладал независимым характером, постоянно вступал в конфликт с вышестоящими командирами. За неподобающее поведение был исключён из Военной академии и только благодаря боевому опыту остался на флоте.
В 1918—1920 годах совершил поездку в Великобританию и Францию.
С 1920 года служил в военной разведке, официально числясь в составе японской миссии на Гавайях. Принимал активное участие в создании мощной авиации ВМФ, считался одним из ведущих авторитетов в морской авиации. Пользовался огромной популярностью в армии, что не исключало неоднозначного к нему отношения в вышестоящих кругах командования.
В 1928—1929 годах — командующий авиацией на авианосце «Хосё». Участвовал в военных действиях в Китае.
В 1938 году основал «Общество по изучению воздушной мощи» и издал книгу «Боевая этика императорского военно-морского флота», где изучил вопрос о готовности подчинённых выполнить задание даже ценой собственной жизни. Эта работа затем широко использовалась при проведении воспитательных занятий на ВМФ.
С 15 января 1941 по 10 февраля 1942 года — начальник штаба 11-го воздушного флота. По поручению адмирала Исороку Ямамото вместе с Минору Гэндой провёл разработку операции по уничтожению американского ВМФ в Пёрл-Харборе. В начале военных действий лично возглавил операцию ВВС по уничтожению главных сил американской авиации на Дальнем Востоке.
С марта 1943 года занимал руководящие посты в Военно-морском министерстве и в штабе флота. Ониси был одним из главных инициаторов создания отрядов камикадзе — лётчиков-смертников; его называли «отцом камикадзе».
Летом 1944 года предпринимал все меры, чтобы убедить командование удержать Сайпан любой ценой.
13 октября 1944 сменил адмирала Кимпэя Тэраоку на посту командующего 1-м воздушным флотом, развернутым на Филиппинах (остров Лусон). Начал активно формировать подразделения пилотов-смертников. Формирование первого соединения (26 самолетов) завершено к 20 октября 1944 года. 25 октября камикадзе провели успешную операцию против ВМФ США, потопив 1 и повредив 6 авианосцев (потеряв при этом 17 самолетов). После этого для руководства действиями авиации (в том числе с широким применением камикадзе) был сформирован Юго-Западный объединённый воздушный флот во главе с адмиралом Сигэру Фукудомэ. Ониси занял при нём пост начальника штаба.
После поражения японской армии на Филиппинах в январе 1945 года 1-й воздушный флот был переведён на Формозу, где Ониси начал формирование новых соединений камикадзе. В этот период весь флот специализировался именно на самоубийственных атаках.
С 19 мая 1945 года — 1-й заместитель начальника Генштаба военно-морского флота Японии.
Заявил: «Пожертвовав жизнями 20 миллионов японцев в специальных атаках, мы добьёмся безусловной победы», причём подчёркивал, что камикадзе необязательно быть пилотом. Ему просто нужно «быть готовым нанести ценой своей жизни эффективный удар по противнику». Настаивал на продолжении войны любыми средствами, категорически отвергая саму возможность капитуляции. По данным японского историка Хацухо Найто, в самоубийственных атаках в 1944—1945 годах погибло 2525 морских и 1388 армейских лётчиков.
После капитуляции Японии покончил жизнь ритуальным самоубийством и, отказавшись от помощи ассистента, умер после 12-часовой агонии 16 августа 1945 года.

## Награды
- Орден Восходящего солнца 1 степени (посмертно) [1]
- Орден Восходящего солнца 3 степени
- Орден Золотого коршуна 4 степени
- Орден Священного сокровища 2 степени
- Орден Благоприятных облаков 3 степени
- Памятная медаль в честь восшествия на престол императора Тайсё (10 ноября 1915)[2]
- Медаль за кампанию 1914—1920 годов
- Медаль Победы
- Медаль «В память Восшествия на Престол Императора Сёва» (16 ноября 1928)[3]
- Медаль за участие в маньчжурском инциденте (29 апреля 1934)[4]
- Медаль за участие в китайском инциденте[5]
- Медаль «В честь 2600 летия Японской империи» (15 августа 1940)[6]
- Медаль «Основание государства» (1 марта 1934)
- Медаль «Визит Императора в Японию» (21 сентября 1935)